# Siedlec, Distrito de Poznan
Siedlec [ˈɕɛdlɛt͡s] (en alemán: Schultz) es un pueblo ubicado en el distrito administrativo de Gmina Kostrzyn, dentro del Distrito de Poznan, Voivodato de Gran Polonia, en el oeste de Polonia central. Se encuentra aproximadamente a 6 kilómetros al este de Kostrzyn y a 27 kilómetros al este de la capital regional Poznan.
El pueblo tiene una población de 460 habitantes.